# 장정은
장정은(張廷銀, 1967년 6월 21일 ~ )은 대한민국의 정치인이며, 제19대 새누리당 비례대표 국회의원이다. 김현숙 의원이 청와대 고용복지수석에 지명되면서 의원직을 사퇴함에 따라 비례대표 의원직을 승계했다.

## 학력
- 경원대학교
- 경원대학교 대학원 의료경영학 박사

## 경력
- 2002.07 ~ 2004.02: 제6대 경기도의회 의원(비례대표, 한나라당)
- 2005.04 ~ 2006.06: 제6대 경기도의회 의원(경기 성남시 제5선거구, 한나라당)
- 2006.07 ~ 2010.06: 제7대 경기도의회 의원(경기 성남시 제5선거구, 한나라당)
- 2010.07 ~ 2012.01: 제8대 경기도의회 의원(경기 성남시 제5선거구, 한나라당)
- 2015.08 ~ 2016.05: 제19대 국회의원 (비례대표, 새누리당)
  - 2015.08 ~ 2016.05: 제19대 국회 보건복지위원회 위원
  - 2015.08 ~ 2016.05: 제19대 국회 여성가족위원회 위원
- 2017.02 ~ 2018.03: 한국청소년상담복지개발원 이사장
- 2023.05~: 한국여성의정 이사

## 역대 선거 결과
|  | 55.00% |

|  | 72.6% |

|  | 74.14% |

|  | 49.84% |

|  | 42.8% |

|  | 0.51% |